# Malta-Klasse
Die Malta-Klasse war eine geplante Klasse von Flugzeugträger der Royal Navy. Insgesamt sollten vier Schiffe gebaut werden, die Ende 1945 abbestellt wurden.

## Geschichte
Die Malta-Klasse wurde während des Zweiten Weltkriegs ab 1942 geplant, um die Kriegsverluste auszugleichen und die Royal Navy wieder an die Stärke der US Navy heranzubringen. Im Jahr 1943 wurden die Schiffe bestellt, ohne Einzelheiten der Konstruktion festzulegen, die erst Ende 1944 klar definiert wurden. Alle vier Schiffe wurden kurz nach Kriegsende 1945 storniert, nachdem England in eine Wirtschaftskrise geriet.
Die Schiffe waren ein völliger Neuentwurf, dessen Design auf den Einfluss der amerikanischen Träger (z. B. Essex-Klasse) zurückzuführen war. Er beinhaltet ein offenes Hangardeck, weniger Panzerung und Rohrwaffen. Außerdem sollten mehr Flugzeuge mitgeführt werden können, was nur durch ein sehr großes Hangardeck möglich gewesen wäre.
Die folgende vier Schiffe wurden bestellt:
- HMS Malta (D93) bei John Brown & Company, Clydebank. Storniert 21. Dezember 1945.
- HMS New Zealand (D43) bei Cammell, Laird & Company, Birkenhead. Storniert 21. Dezember 1945.
- HMS Gibraltar (D68) bei Vickers-Armstrongs, Newcastle upon Tyne. Storniert 5. November 1945.
- HMS Africa (D06) bei der Fairfield Shipbuilding & Engineering Co., Govan eigentlich als Audacious-Klasse bestellt, dann 1944 als Malta-Klasse weitergebaut. Storniert 15. Oktober 1945.